# Enoch Kwayeb
Enoch Nkayeb est homme politique camerounais. En 1968 il est ministre de l'Administration Territoriale.

## Biographie

### Carrière
Il est plusieurs fois ministre ainsi qu'ambassadeur en Allemagne.
Dans le gouvernement du 15 janvier 1968, il est ministre de l'Administration Territoriale.
Pressé par Fochivé, ne voulant pas être melé dans un "complot Bamiléké". Il diffuse un arrêté interdisant la vente du livre de Isaac Tchoumba Ngouankeu.

### Articles liés
- Isaac Tchoumba Ngouankeu